# 芬恩·德拉尼
芬恩·德拉尼（英語：Finn Delany，1995年8月12日—），新西兰男子篮球运动员，场上位置是前锋。他曾代表新西兰国家队参加2018年英联邦运动会篮球比赛，获得一枚铜牌。